# Calleupalamus africanus
Calleupalamus africanus är en stekelart som beskrevs av Heinrich 1968. Calleupalamus africanus ingår i släktet Calleupalamus och familjen brokparasitsteklar. Utöver nominatformen finns också underarten C. a. ugandae.